# André Sangsue
Pour les articles homonymes, voir Sangsue (homonymie).
André Sangsue est un artiste peintre et dessinateur suisse, né le 24 septembre 1931 à Moutier (BE), originaire de Cornol (JU) et mort le 23 février 2012 à Thônex (GE).

## Biographie
André Paul Sangsue est le fils d’Arthur Armand Sangsue et de Mathilde Josephine Emma, née Baume. Il s’établit à Genève avec sa famille en 1936, à l’âge de 5 ans.
C’est à Saint-Jean, un quartier de la ville de Genève, qu’il fréquente l’école obligatoire, de 1937 à 1947, de l’école enfantine au Collège moderne,.
Très jeune, il dévoile son aspiration pour le dessin et la peinture. Après avoir suivi les écoles publiques et le Collège moderne, il effectue un apprentissage de bureau suivi de quelques stages en entreprise. Il se fait remarquer lors du Concours Galland et Lissignol-Chevalier en 1956 et de la Bourse fédérale avec un classement honorable. En 1956, il s'inscrit aux Beaux-Arts (actuellement HEAD Genève), où il est suivi et conseillé par un professeur, à côté d'une activité professionnelle « alimentaire ».

« Les jeux faciles d’ombres et de lumières, les griffures, les balafres d’André Sangsue méritent qu’on les cite. »

— « Concours Galland et Lissignol-Chevalier », sur www.letempsarchives.ch, 6 décembre 1956 (consulté le 8 mai 2018)
En 1957, le cinema Plaza à Genève expose les premiers tableaux d'André Sangsue. C'est sa première exposition personnelle,.
En 1958, il expose au Musée Rath de Genève 80 toiles et en vend 35. « C’est là l'impression que nous donne l'art éminemment intelligent de Sangsue pour qui le Musée Rath a ouvert, à raison, deux ou trois de ses salles. »,
Max Moos, un marchand de tableaux de Genève (de Ferdinand Hodler et d'autres artistes) l’encourage et lui permet d'exposer dans trois galeries parisiennes de l'époque : Galerie Marcel Bernheim, Galerie Drouant et Galerie Charpentier.
En 1961, il réalise la peinture murale du 21-23 avenue de Budé à Genève.
Lors de l'exposition en 1964 au Musée Rath de Genève, le Musée d'art et d'histoire de Genève acquiert un des tableaux exposés,. À partir de cette période, les expositions se succèdent partout en Suisse romande, ainsi qu’en Suisse alémanique.
En 1979-80, il participe à une exposition collective des « Artistes de Genève 1980 » au Musée Rath. Il exposera jusqu’en 2004. Il décède le 23 février 2012 à Thônex (Genève).
En février 2014 une Fondation au nom de l'artiste est constituée avec le but d'aider de jeunes artistes.

### Style en peinture
André Sangsue peint à ses débuts à la « manière de Maurice de Vlaminck ». Peinture figurative, avec un traitement personnel et fantastique, de 1951 à 1957 :

« C’est une peinture qui ne se devine pas mais se lit. Elle part d’une réalité, elle s’en sert, la torture, l’exalte et la provoque pour s’inscrire dans une composition audacieuse et grave. »

— Claude Richoz, « À la Galerie Badan André Sangsue », Journal de Genève,‎ 23 octobre 1958, p. 11 (lire en ligne)
La peinture d'André Sangsue échappe, malgré tout, à toute classification. Son inspiration s'enracine dans un lyrisme tragique et humain difficilement descriptible. Ces peintures transcendent un univers lumineux qui n'appartient qu'à lui.
L'évolution stylistique d'André Sangsue s'inscrit définitivement dans la non-figuration en réconciliant la forme avec le réel. « ...le réel tend même à signifier la forme en la révélant comme l’écran révélé de la lumière. »
D'après la classification personnelle de ses œuvres, on peut noter diverses périodes : 
- figuratif
- New York
- vues aériennes
- paysages impressionnistes
- compositions mystiques
- nature et montagne
- personnages mystiques
- vitraux

« Attentif à d'autres dimensions, par l'acuité du regard, le peintre part de la matière pour rendre aux choses leur plus profonde réalité. "Regarder ainsi un paysage, c'est une porte qu'il faut ouvrir", dit André Sangsue. Il ajoute : "Pour qu'une toile soit vraiment un tableau, il faut qu'il s'y passe quelque chose d'ascensionnel. » ,

## Expositions

### Principales expositions
- 1958 : Musée Rath, Genève - Première exposition importante (vente de 35 toiles)[21]
- 1958 : Galerie Marcel Bernheim, Paris[22]
- 1959 : Galerie Badan[23], Genève
- 1960 : Galerie Max Moos, Genève
- 1961 : Galerie Badan, Genève
- 1961 : Galerie Max Moos, Genève - Collective
- 1961 : Galerie du Perron, Genève - Collective
- 1961 : Galerie Charpentier, Paris - Collective
- 1962 : Galerie Drouant, Paris - Collective
- 1963 : Galerie Moos, Toronto - Collective
- 1964 : Musée Rath[24],[25],[26], Genève - Peintures récentes (Catalogue exposition) - Le Musée d'art et d'histoire de Genève acquiert une toile.
- 1965 : Hôtel de l’Étrier, Crans-sur-Sierre (Valais) - Œuvres
- 1966 : Maison de la Diète[27],[28], Sion - Œuvres
- 1967 : Hôtel de l’Étrier, Crans-sur-Sierre (Valais)
- 1968 : Galerie La Citadelle, Ascona (Tessin)
- 1968 : Galerie du Grand-Mézel, Genève - Œuvres[29],[30]
- 1969 : Galerie Oxy Métal, Châtelaine (Genève)
- 1971 : Galerie Chantepierre, Aubonne (Vaud)
- 1974 : Galerie Oxy Métal, Châtelaine (Genève)
- 1974 : Union de Banques Suisses, Genève
- 1975 : Atelier Cora, Hermance Genève - La Vague (huiles)
- 1975 : Galerie La Décade Genève - 60 toiles sur les thèmes de la Mer, Grèce, Maroc et Espagne
- 1976 : Galerie Challande, Genève
- 1976 : Galerie d’Etraz[31],[32], Lausanne (Vaud) - Mer, Terres, Soleil, Neiges, Personnages
- 1979 : Galerie du Club jurassien des Arts (Maison Zahno), Moutier (Berne) – Œuvres[33]
- 1979 : Musée Rath, Genève - Collectif « Peinture genevoise »[13]
- 1980 : Galerie Munsterberg, Bâle
- 1980 : Fondation du Château de Villa, Sierre (Valais) - André Sangsue et Pierre Morand[34],[35]
- 1980 : Crédit Suisse (Agence de Champel), Genève - Œuvres
- 1980 : La Pagode de Zyma, Nyon (Vaud) - Œuvres
- 1984 : La Ferme de la Chapelle[36], Lancy (Genève) - Paysages de Genève
- 1986 : Galerie de Nesles, Paris - Sélection de peintres suisses
- 1986 : Galerie Saint-Léger, Genève - Huiles et aquarelles sur le Pays de Vaud
- 1987 : Galerie-Restaurant Jeanne-d’Arc, Crans-Montana (Valais) - Huiles et aquarelles du Valais
- 1989 : Centre de rencontres et de loisirs La Gradelle, Chêne-Bougeries (Genève) - Huiles et aquarelles
- 1990 : Musée de l’Abbatiale, Payerne (Vaud) - Huiles et aquarelles
- 1999 : La Mansarde, Veyrier (Genève) - Huiles
- 2002 : Foyer du Victoria Hall, Genève - Paysages de Suisse

### Expositions «La Galerie du Château de Corsinge», Meinier
- 1962 : Peintures récentes
- 1964 : Peintures récentes
- 1967 : Exposition d’automne
- 1978 : Avril - mai : La Mer
- 1978 : Juin - juillet : La Terre
- 1978 : Septembre - octobre : L’Air (nébuleuses)
- 1979 : Avril - mai : Neiges
- 1979 : Juin - juillet : Paysages
- 1979 : Septembre - octobre : Impressions solaires
- 1980 : Banlieues
- 1980 : Villes
- 1981 : Carrières de Genève et alentours
- 1981 : « Sous-bois » peintures de 1962
- 1981 : « Rochers » peintures de 1965
- 1982 : Peintures sur la Provence
- 1989 : Huiles et aquarelles du Valais
- 1989 : Plaines du Valais
- 1989 : Montagnes valaisannes
- 1990 : Huiles, aquarelles et dessins du Léman (Restaurant Halles de l’Île. Hommage au Jazz)
- 1992 : Huiles et aquarelles sur le Jura
- 1995 : Septembre-octobre : L’Allemagne Romantique
- 1995 : Novembre-décembre : Le Rhin
- 1998 : La Suisse par André Sangsue
- 2001 : La Romandie par André Sangsue (rétrospective Genève, Valais, Jura et le Léman)
- 2002 : Paysages d’Hiver
- 2004 : Rétrospective des années 1948-1955

### Expositions organisées par la Fondation André Sangsue
- 2017 : Salon Forel, Galerie de l'Hôpital de Nyon, Nyon (Vaud)[37]
- 2017 : Galerie d'art SMA, Carouge (Genève)[38]

## Collections publiques
- Musée d'art et d'histoire de Genève : Éclosion. [Sans date]. Huile sur Isorel. 122 x 75 cm
- Hall d'entrée (21-23 av. de Budé, Genève) : Peinture murale aux éléments métalliques. 1961[39]